# تيو فيرنر
تيو فيرنر (بالألمانية: Theo Maria Werner) (و. 1925 – 1989 م) هو ممثل، ومخرج سينمائي، وكاتب سيناريو، ومنتج أفلام، وكاتِب، من ألمانيا، ولد في ميونخ، توفي عن عمر يناهز 64 عاماً.

## وصلات خارجية
- ثيو فيرنر على موقع IMDb (الإنجليزية)
- ثيو فيرنر على موقع ألو سيني (الفرنسية)
- ثيو فيرنر على موقع ميوزك برينز (الإنجليزية)
- ثيو فيرنر على موقع ديسكوغز (الإنجليزية)
- ثيو فيرنر على موقع قاعدة بيانات الفيلم (الإنجليزية)
- ثيو فيرنر على موقع كينوبويسك (الروسية)